# Poughkeepsie (pueblo)
Poughkeepsie es un pueblo ubicado en el condado de Dutchess en el estado estadounidense de Nueva York. En el año 2000 tenía una población de 42,777 habitantes y una densidad poblacional de 574.3 personas por km².

## Geografía
Poughkeepsie se encuentra ubicado en las coordenadas 41°40′16″N 73°54′25″O / 41.67111, -73.90694. Según la Oficina del Censo, la ciudad tiene un área total de 80,8 km² (31,2 mi²), de la cual 74,5 km² (28,8 mi²) es tierra y 6,3 km² (2,4 mi²) (7.79%) es agua.

## Demografía
Según la Oficina del Censo en 2000 los ingresos medios por hogar en la localidad eran de $55,327, y los ingresos medios por familia eran $65,258. Los hombres tenían unos ingresos medios de $46,701 frente a los $31,005 para las mujeres. La renta per cápita para la localidad era de $23,589. Alrededor del 5.7% de la población estaban por debajo del umbral de pobreza.